# StylipS Anniversary Disc Step One!!
『StylipS Anniversary Disc Step One!!』（スタイリップスアニバーサリーディスクステップワン）は、StylipSのデビュー1周年を記念した企画アルバム。2013年1月9日にLantisから発売された。

## 概要
既発曲のリアレンジ曲、各メンバーのソロによるカバー曲、インタールード曲と新曲・テレビアニメ『咲-Saki-阿知賀編 episode of side-A』スペシャルエピソードオープニングテーマ「TSU・BA・SA」から構成される、計11曲を収録。リアレンジは高田暁、R・O・N、若林充、佐々木裕、河田貴央らのサウンドプロデューサーが手掛けている。
さらに特典として、2012年9月1日にZepp Tokyoで行われた3rdシングル「Choose me♡ダーリン」発売記念シークレットライブ「Brand-new Style volume two “Crazy Romance!!”」を全編収録したビデオディスクを同梱している（初回限定盤（LACA-35267）にはBlu-ray、通常盤（LACA-15267）にはDVD。初回限定盤のみミニ写真集付）。

## 収録曲
CD
1. STUDY×STUDY（Lesson 3 in Wonderland） [4:11]
作詞：こだまさおり、作曲・編曲：高田暁
2. Honey Groove（Shy & Chic Rock） [4:18]
作詞：こだまさおり、作曲：高田暁、編曲：R・O・N
3. ベイビィKISS☆ feat.石原夏織 [3:44]
作詞：こだまさおり、作曲・編曲：若林充
4. 初恋EVOLUTION feat.能登有沙 [4:42]
作詞：こだまさおり、作曲・編曲：高田暁
5. Can you choose me?（instrumental） [0:36]
作曲・編曲：高田暁
6. Choose me♡ダーリン（Under the mirrorball） [4:37]
作詞：こだまさおり、作曲：高田暁、編曲：若林充
7. MIRACLE RUSH feat.小倉唯 [4:09]
作詞：こだまさおり、作曲・編曲：山口朗彦
8. セーシュンプラン!（Party Style） [4:17]
作詞：松井洋平、作曲：高田暁、編曲：佐々木裕
9. Fragile Crazy feat.松永真穂 [4:25]
作詞：こだまさおり、作曲・編曲：高田暁
10. Brand-new Style!! 〜魔法みたいなShow time〜（Happy diver） [4:06]
作詞：島田カイエ、作曲：森慎太郎、編曲：河田貴央
11. TSU・BA・SA [3:46]
作詞：こだまさおり、作曲・編曲：山口朗彦
テレビアニメ『咲-Saki-阿知賀編 episode of side-A』スペシャルエピソードオープニングテーマ
2012年10月28日に中野サンプラザで開催されたライブイベント『咲-Saki-フェス 四角い宇宙でSquarePanic!』にて初披露された。

Blu-ray Disc（初回限定盤）・DVD（通常盤）
- Brand-new Style volume two“Crazy Romance” Live at Zepp Tokyo on 2012.9.1

1. Choose me♡ダーリン
2. MC 〜 クレイジーに盛り上がりましょ！
3. ベイビィKISS☆
4. MIRACLE RUSH
5. Fragile Crazy
6. Honey Groove
7. MC 〜 例のアレを持って来てくれたまえ
8. 初恋EVOLUTION
9. Brand-new Style!! 〜魔法みたいなShow time〜
10. MC 〜 まだまだいけますか？
11. STUDY×STUDY
12. MC 〜 想いのたけを言っちゃおうかな
13. セーシュンプラン！